# The Museum of Classic Chicago Television
The Museum of Classic Chicago Television (también conocido como FuzzyMemoriesTV ) es un museo en línea dedicado a la preservación de las transmisiones televisivas de Chicago .

## Recopilación
La mayoría de las imágenes del museo provienen de "controles aéreos" de canales locales de Chicago (y, en menor medida, de otras ciudades) que se grabaron principalmente en las décadas de 1970 y 1980. La corporación sin fines de lucro registrada 501(c)(3) muestra en su sitio web más de 4000 clips de comerciales, transmisiones de noticias, anuncios de servicio público, anuncios publicitarios, especiales oscuros, momentos de dificultades técnicas y otros extractos de grabaciones fuera del aire, así como cintas maestras ocasionales. donado por ex empleados de la televisión.

## Descubrimientos
El 17 de marzo de 2011, el museo anunció que había descubierto imágenes perdidas de Garfield Goose and Friends, de las que se pudo obtener una vista previa en su sitio web.
El 15 de septiembre de 2011, el museo anunció que había descubierto y transferido imágenes perdidas hace mucho tiempo del programa Svengoolie original; Posteriormente mostró los episodios faltantes en su sitio web el lunes siguiente.
El 27 de noviembre de 2012, WGN-TV anunció que transmitiría una cinta de 1971 del Circo de Bozo que fue recuperada con la ayuda del museo el día de Navidad de ese año. WGN ha tenido una relación mixta con el museo, inicialmente tratando de evitar que el museo publique contenido de Bozo; Posteriormente abandonó la mayoría de sus objeciones por respeto al trabajo del museo en la preservación del contenido.
En 2013, el sitio subió "Fahey Flynn Presents Seven's Greetings", un especial de una hora que se emitió una vez en 1972. 
En 2018, el sitio desenterró un cinescopio en color poco común de un noticiero de 1971 en WLS-Channel 7, con Fahey Flynn, Joel Daly y el meteorólogo John Coleman.
El 26 de abril de 2022, el museo anunció que estrenará un episodio perdido hace mucho tiempo de 'BJ's Bunch', un espectáculo creado por Bill Jackson en WNBC en 1973 que fue descubierto en los archivos de Peabody.
El canal fue amenazado con la terminación a principios de septiembre de 2023 luego de reclamos de derechos de autor por parte de Sony Pictures Television con respecto a la carga de 27 copias de películas raras de Bewitched con comerciales y parachoques originales de la red, que no impugnó, pero tuvo problemas para comunicarse con SPT con respecto a los reclamos, ya que fueron realizadas por un contratista externo que actúa en lugar de SPT, conocido por reclamos realizados por error, incluso relacionados con contenido propiedad de Sony. Posteriormente, SPT comunicó que los reclamos de derechos de autor se revertirían si no se cargaba más contenido de SPT en el canal.